# Misilyah
Misilyah (àrab: مسلية, Misilya) és una vila palestina de la governació de Jenin, a Cisjordània, al nord de la vall del Jordà, a 14 kilòmetres al sud de Jenin. Segons el cens de l'Oficina Central Palestina d'Estadístiques (PCBS), Misilyah tenia 2.225 habitants en 2007, exclusivament musulmans. Els principals productes agrícoles conreats a Misilya són les olives, raïm, figues i verdures. S'hi han trobat ruïnes romanes i islàmiques.

## Història
C. R. Conder van suggerir que Misilyah era l'antiga Betúlia.
En 1870, Victor Guérin va assenyalar que era «asseguda al vessant nord d'un turó amb oliveres magnífiques; a la part inferior hi ha una plana fèrtil i ben conreada.»
En 1882 el Survey of Western Palestine del Fons per a l'Exploració de Palestina va descriure Meselieh: "Un petit poble, amb una part despresa cap al nord, i col·locat en un pendent, amb un turó al sud, i envoltat de bones oliveres, amb una vall oberta anomenat Wady el Melek ('vall del rei') al nord. El subministrament d'aigua és de pous., alguns dels quals tenen un aspecte antic. Se subministren principalment amb aigua de pluja.."
En el cens de Palestina de 1922 elaborat per les autoritats del Mandat Britànic de Palestina, Meselayyeh tenia 190 musulmans, incrementada en el cens de 1931 a 222 musulmans en un total de 49 llars.
En 1945 la població era de 330 musulmans, amb un total de 9,038 dúnams de terra, segons un cens oficial de terra i població. D'aquests, 2.683 dúnams eren usats per plantacions i terra de rec, 2.592 dúnams per cereals, mentre que 23 dúnams eren sòl edificat.
Com a conseqüència de la guerra araboisraeliana de 1948, i després dels acords d'armistici araboisraelians de 1949, Misilyah van passar a pertànyer a Jordània i després de la guerra dels Sis Dies de 1967, ha estat sota domini israelià. El 17 de gener de 2016 un jove de 21 anys resident a Masliya fou mort a trets per soldats israelians.